# Instituto de Ciências Agrárias da Universidade Federal de Minas Gerais
O Instituto de Ciências Agrárias(ICA) é uma das unidades que compõem a Universidade Federal de Minas Gerais (UFMG). Localizada em Montes Claros/MG o Instituto compõe um Campus Regional da UFMG no norte de Minas Gerais. Abriga o ensino, a pesquisa e a extensão nas áreas de administração, engenharia agronômica, engenharia agrícola, zootecnia, engenharia florestal e engenharia de alimentos.